# Сачова
Сачова (рум. Saciova) — село у повіті Ковасна в Румунії. Входить до складу комуни Реч.
Село розташоване на відстані 150 км на північ від Бухареста, 15 км на південний схід від Сфинту-Георге, 30 км на північний схід від Брашова.

## Населення
За даними перепису населення 2002 року у селі проживали 132 особи, з них 131 особа (99,2%) угорців. Рідною мовою 131 особа (99,2%) назвала угорську.